# Maanuiltje
Het maanuiltje (Cosmia pyralina) is een vlinder uit de familie van de uilen, de Noctuidae.

## Beschrijving
De voorvleugellengte bedraagt tussen de 13 en 16 millimeter. De grondkleur van de voorvleugels is rozebruin, aan de costa bevindt zich een vlek in de vorm van een witte halve cirkel, die in mindere of meerdere mate wit is opgevuld. Deze vlek ligt tevens bij de overgang van een donkerder gekleurd middenveld naar een lichter gekleurd zoomveld. De achtervleugel is grijs met lichte franje.

## Waardplanten
Het maanuiltje gebruikt diverse struiken en loofbomen als waardplant, maar heeft een voorkeur voor appel, iep, meidoorn en sleedoorn. De rups is te vinden in mei tot juni. De soort overwintert als ei.

## Voorkomen
De soort komt verspreid over Europa en het noordelijk deel van Azië voor.

### In Nederland en België
Het maanuiltje is in Nederland en België een niet zo gewone soort. De vlinder kent één jaarlijkse generatie, die vliegt van begin juni tot halverwege augustus.